# Escut d'Alcàntera de Xúquer
L'escut d'Alcàntera de Xúquer és un símbol representatiu oficial del municipi valencià d'Alcàntera de Xúquer (Ribera Alta). Té el següent blasonament:
| « | Escut truncat. Al primer, d'or, els quatre pals de gules, carregats d'un vol o ala d'argent, filetejada de sable; al segon, d'atzur, el pont d'argent, sostingut d'ones d'argent i atzur. Per timbre, una corona reial tancada. | » |

## Història
L'escut fou aprovat mitjançant Resolució de 18 de juliol de 1985, de la Conselleria de Governació, publicada en el DOGV núm. 296, de 17 d'octubre de 1985.
Els quatre pals són les armes del Regne de València. La resta d'elements són senyals parlants al·lusius al nom de la localitat: l'ala, per semblança fonètica amb l'inici del topònim, i el pont sobre el Xúquer perquè, segons l'etimologia àrab, al-qantara vol dir, precisament, 'el pont'.